# Lomsjön (Grundsunda socken, Ångermanland)
Lomsjön är en sjö i Örnsköldsviks kommun i Ångermanland och ingår i Husåns huvudavrinningsområde. Sjön har en area på 0,0479 kvadratkilometer och ligger 38,1 meter över havet.

## Delavrinningsområde
Lomsjön ingår i det delavrinningsområde (704005-166650) som SMHI kallar för Ovan Husbybäcken. Medelhöjden är 69 meter över havet och ytan är 42,95 kvadratkilometer. Räknas de 102 avrinningsområdena uppströms in blir den ackumulerade arean 567,38 kvadratkilometer. Avrinningsområdets utflöde Husån mynnar i havet. Avrinningsområdet består mestadels av skog (79 procent). Avrinningsområdet har 0,25 kvadratkilometer vattenytor vilket ger det en sjöprocent på 0,6 procent.